# 일대일로

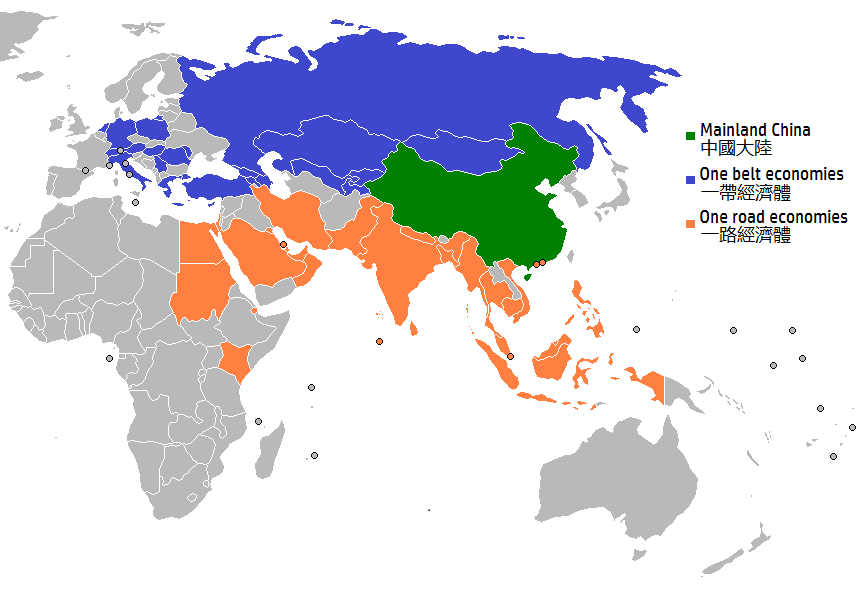
일대일로 참여국가

일대일로(중국어 간체자: 一带一路, 정체자: 一帶一路, 병음: Yídài yílù, 영어: One Belt One Road, OBOR) 또는 실크로드 경제 벨트와 21세기 해상 실크로드(중국어 간체자: 丝绸之路经济带和21世纪海上丝绸之路, 정체자: 絲綢之路經濟帶和21世紀海上絲綢之路, 병음: Sīchóu zhī lù jīngjìdài hé èrshíyī shìjì hǎishàng sīchóu zhī lù, 영어: Belt and Road Initiative, BRI, B&R)는 2014년 11월 중화인민공화국에서 개최한 아시아 태평양 경제 협력체 정상 회의에서 시진핑 총서기가 제창한 경제권 구상이다. 이는 기존 해양 선적 무역을 줄이고, 유럽과 철도로 무역을 하겠다는 구상이다. 이 구상은 크게 두 가지로 이루어지는데, 하나는 육지 기반의 실크로드 경제벨트로 철도를 이용하여 무역을 하겠다는 것이고, 다른 하나는 해상 기반의 21세기 해상 실크로드 계획이다. 이 계획은 중국이 국제 사회에서 더 큰 역할을 노리는 한편, 철강산업처럼 중국 내 생산능력이 필요 이상으로 과다한 분야의 문제를 해소하는 데 있다. 공식 중국 통계에 따르면, 일대일로 계획은 세계 인구 63%에 해당하는 44억 인구를 대상으로 하고, 이와 관련한 GDP는 세계 GDP의 29%인 21조 달러에 달한다.

## 역사
- 2013년에 시진핑은 카자흐스탄의 나자르바예프 대학교에서, 샤오핑은 인도네시아 의회에서 일대일로 구상을 연설하였다. 이 연설에서 그들은, 중국 서부에서 중앙 아시아를 거쳐 유럽으로 이어지는 "실크로드 경제 벨트"("일대"의 의미)와 중국 연안에서 동남아, 스리랑카, 아라비아 반도의 해안, 아프리카 동해안을 잇는 "21 세기 해상 실크로드"("일로"의 의미)의 두 지역에서 인프라 정비, 무역 촉진, 자금의 왕래를 촉진하겠다는 계획을 밝혔다.[4]

- 2015년 5월 8일에는 시진핑 러시아 대통령 블라디미르 푸틴과 회담하고 일대 일로를 유라시아 경제 연합과 연계 시킨다고 하는 공동 성명을 발표했다.[5]

- 2015년 11월 17일에 블라디미르 푸틴 러시아 대통령은 미국 주도하는 환 태평양 경제 동반자 협정을 비판하고 중국의 실크로드 경제 벨트와 러시아 유라시아 경제 연합의 협력이 아시아 태평양의 번영을 가져다 줄 것이라는 기고문을 발표했다.[6]

- 2016년 6월에는 상트 페테르부르크 국제 경제 포럼에서 푸틴은 "대 유라시아 파트너십" 구상을 선보였으며, 그 첫 단계로 중국 실크로드 경제 벨트와 유라시아 경제 연합의 통합을 발표하였다.[7][8][9]

- 2016년 6월 블라디미르 푸틴이 중국을 방문했을 때, 중러 공동 포괄적 파트너십 구상 연구에 대한 추진이 이루어졌고, 교섭 협의 개시에 합의했다.[10][11][12]

## 개요

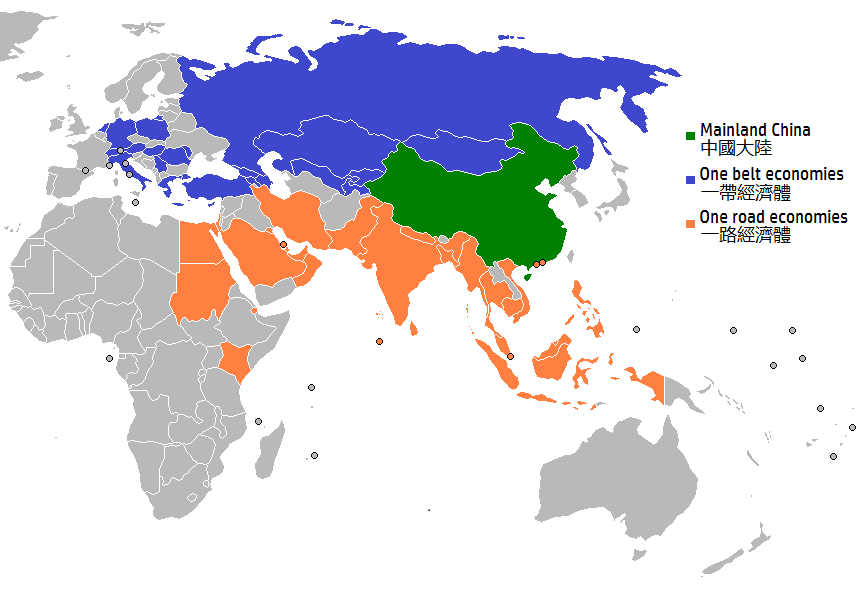
One Belt, One Road Economies

일대 일로 구상의 루트에는 북극해 항로, 북미 항로도 포함되어 있다. 러시아 무르만스크의 부두를 개발하고 유럽에서 동아시아까지 철도로 무역을 하겠다는 것이다. 
또한 중국, 러시아를 잇는 고속철도 구상도 있다. 바로 글로벌 물류 전략이다.
중화인민공화국 정부의 리커창 국무원 총리는 적극적으로 관련국을 방문하고 지지를 호소하고 있다. 이미 약 60대상국 외에도 ASEAN, EU, 아랍 연맹, 아프리카 연합, 아시아 협력 대화(영문:Asia Cooperation Dialogue, ACD), 상하이 협력기구 등 많은 국제 조직이 지지를 표명하고 있다. 리커창 총리는 '일대일로'의 건설과 지역 개발 개방을 결합시켜 새로운 유라시아 랜드 브리지(새로운 유라시아 대륙 교량 (Eurasian Land Bridge) 육통관 기지의 건설을 강화할 필요가 있다"고 하였다.

## 참여국별 현황

### 주도 국가
- 중국

### 서명 국가
- 가나
- 가봉
- 가이아나
- 감비아
- 그레나다
- 그리스
- 기니
- 기니비사우
- 나미비아
- 나이지리아
- 남수단
- 남아프리카 공화국
- 네팔
- 뉴질랜드
- 니제르
- 니카라과
- 도미니카 공화국
- 도미니카 연방
- 동티모르
- 라오스
- 라이베리아
- 라트비아
- 러시아
- 레바논
- 레소토
- 루마니아
- 룩셈부르크
- 르완다
- 리비아
- 리투아니아
- 마다가스카르
- 말라위
- 말레이시아
- 말리
- 모로코
- 모리타니
- 모잠비크
- 몬테네그로
- 몰도바
- 몰디브
- 몰타
- 몽골
- 미얀마
- 미크로네시아 연방
- 바누아투
- 바레인
- 바베이도스
- 방글라데시
- 베냉
- 베네수엘라
- 베트남
- 벨라루스
- 보스니아 헤르체고비나
- 보츠와나
- 볼리비아
- 부룬디
- 부르키나파소
- 북마케도니아
- 불가리아
- 브루나이
- 사모아
- 사우디아라비아
- 상투메 프린시페
- 세네갈
- 세르비아
- 세이셸
- 소말리아
- 솔로몬 제도
- 수단
- 수리남
- 스리랑카
- 슬로바키아
- 슬로베니아
- 시리아
- 시에라리온
- 싱가포르
- 아랍에미리트
- 아르메니아
- 아르헨티나
- 아제르바이잔
- 아프가니스탄
- 알바니아
- 알제리
- 앙골라
- 앤티가 바부다
- 에리트레아
- 에스토니아
- 에콰도르
- 에티오피아
- 엘살바도르
- 예멘
- 오만
- 오스트리아
- 우간다
- 우루과이
- 우즈베키스탄
- 우크라이나
- 이라크
- 이란
- 이집트
- 인도네시아
- 자메이카
- 잠비아
- 적도 기니
- 조지아
- 중앙아프리카 공화국
- 지부티
- 짐바브웨
- 차드
- 체코
- 칠레
- 카메룬
- 카보베르데
- 카자흐스탄
- 카타르
- 캄보디아
- 케냐
- 코모로
- 코스타리카
- 코트디부아르
- 콩고 공화국
- 콩고 민주 공화국
- 크로아티아
- 쿠바
- 쿠웨이트
- 키르기스스탄
- 키리바시
- 키프로스
- 타지키스탄
- 탄자니아
- 태국
- 토고
- 통가
- 투르크메니스탄
- 튀니지
- 튀르키예
- 트리니다드 토바고
- 파나마
- 파키스탄
- 파푸아뉴기니
- 팔레스타인
- 페루
- 포르투갈
- 폴란드
- 피지
- 필리핀
- 헝가리

### 회담에만 참여하는 국가
- 조선민주주의인민공화국

### 이모저모
- 이탈리아는 G7 중에 유일하게 참여한 국가이며, 2019년 3월 23일 중국과 일대일로 양해각서(MOU)를 체결하였다.  이로써 중국은 이탈리아 동북부 트리에스테 항구와 서북부 제노바 항구의 개발투자에 참여할 길을 열었다.[15]

- 이란은 경제제재로 인해 2017년 전체 수출의 31%, 수입의 37%를 중국에게 의존하고 있으며 철도 개량작업이 진행 중이다.[16]

- 아프리카 국가 중에서 일대일로에 서명하지 않은 국가는 모리셔스와 에스와티니, 두 나라 뿐이다.

- 남아메리카 국가 중에서 일대일로에 서명하지 않은 국가는 브라질, 콜롬비아, 파라과이, 세 나라 뿐이다.

## 발생하고 있는 문제점
이 계획의 골자는
1. 참여국의 인프라 건설을 위해 해당국의 정부에 중국의 돈을 빌려준다.
2. 해당 인프라 건설은 전적으로 중국의 기업이 실행하며, 중국인 노동자들을 고용한다.
3. 건설이 끝나면 빚을 상환받는다.

라는 내용인데, 인프라를 건설할 때 중국인 노동자와 중국 기업만을 사용해 해당국의 현지고용이나 경기부양같은 부분에서는 이익이 전혀 없고, 자금까지 공여가 아닌 대출의 형태라 결론적으로 오히려 참여국에 부담이 가고 중국에만 큰 이익이 가는 계획이다.
참여국이 중국에게 부채를 상환하지 못한다면 항만 등 일대일로로 지은 기반시설의 이용권을 중국에 공여해야 하는데, 이러한 전략을 통해 중국이 일대일로를 명목으로 인도양 방향으로 나가는 항구를 확보하기 위한 계획을 실행하는거 아니냐는 비판이 있다.
실제로 일대일로 참여국 중 하나인 스리랑카는 2010년 중국자본의 대출을 받아 남부에 함반토타 항구를 건설한 바 있는데, 대출 상환이 힘들어지자 결국 중국에 99년간 해당 항구를 조차하였다. 
보통 현재 한국이나 일본 그리고 중국이 유럽과 무역을 하는 데 해양의 선적들을 사용한다. 그런데 일대일로는 철도로 무역을 하는 것이다. 해양의 선적보다 훨씬 비용이 많이 들며 유럽과 무역을 하는 데 러시아 모스크바를 거쳐야만 하기 때문에 유럽에서 거부하고 있기 때문에 사실상 불가능하다. 그래서 일대일로라는 유럽까지의 무역은 겉으로만 보이는 목적이며 사실상은 개발도상국인 중국이 다른 개발도상국들에게 돈을 빌려주고 개발도상국들에게서 선진국들의 영향력을 줄이려고 하는 목적으로 보이고 있다.
또한 일대일로에 참여한 다른 국가인 라오스, 파키스탄은 최근 국가부채의 폭증에 시달리고 있으며, 부채의 절반 이상이 일대일로 계획을 위해 빌린 중국 자본이라고 한다. 말레이시아는 전체 인구의 20 퍼센트가 안되는 중국계가 국부의 80 퍼센트가량을 점유하면서 사회적 문제가 되고 있으며, 2019년 1월말에는 동부해안철도 사업을 중단하였다.
몰디브는 해상무역의 거점에 위치하여 일대일로의 중요지인데, 이브라힘 아미어 몰디브 신임재무장관은 중국과의 계약체결부터 터무니 없는 사실을 지적하며, 사업에 부정부패의 의혹이 있다고 제기하였다.

## 금융기관
아시아 인프라 투자은행이나 신개발은행, 실크로드 기금(Silk Road Fund) 등을 통해 자금을 조달하고 있다. 중화인민공화국은 개발 도상국에 대한 경제 원조를 통해 위안화의 국제 준비 통화화를 목표로, 자국을 중심으로 한 세계 경제권을 구축하고 있다.

### 아시아 인프라 투자 은행(AIIB)
2013년 10월에 중국에 의해서 제안된 아시아 인프라 투자 은행은 기반 시설에 관한 프로젝트에 투자하는 것을 주 업무로 하는 은행이다. 2015년에 중국은 1조 위안 (1600억 달러)의 기반 시설 프로젝트를 이미 건설하고 있거나 계획하고 있다고 밝혔다. 2015년 6월 29일에 공식 출범했으며, 1000억 달러에 이르는데, 자금 중 75%는 아시아나 오세아니아 국가에서 나올 것이라 하였다. 중국은 가장 지분이 크며 30%를 출자하였고 26%의 투표권을 가지고 있다.

### 신개발은행
신개발은행(新開發銀行, 영어: New Development Bank BRICS, NDB BRICS)은 BRICS 5개국 (브라질, 러시아, 인도, 중국, 남아프리카 공화국)이 운영하는 국제 개발 금융 기관이다. 이 은행은 신흥 5개국 시장의 재정 및 개발의 더 큰 협력 관계를 육성하기 위해 설립되었다. 본부는 중국 상하이에 있으며, 초대 행장은 인도의 카마트 씨이다. 2015년 7월 21일 공식 출범하였다.

### 실크로드 기금
실크로드 기금은 일대일로 계획에 해당하는 국가들에 자금을 지원하기 위해 만들어진 중국 정부 주도의 투자 기금이다. 2014년 11월 시진핑은 400억 달러의 개발 자금을 조달할 계획을 발표하였다. 이는 일대일로 프로젝트를 처음 시작했을 때, 마련한 자금과는 구분되는 추가의 새로운 자금이다. 이 기금은 프로젝트에 돈을 빌려주기보다는 투자하는 것을 목표로 하고 있다. 파키스탄의 Karot 수력발전소가 첫번째 투자 계획이 될 것이다.

## 같이 보기
- 아시아 인프라 투자 은행 (AIIB)
- 유라시아 경제 연합 (EAEU)
- 실크로드 기금
- 비단길 (실크로드)
- 중국-파키스탄 경제 회랑
- 중국몽
- 도광양회
- 화평굴기
- 자유롭고 열린 인도 태평양